# Festival international du film de Locarno 2012
Le festival international du film de Locarno 2012, la 65e édition du festival (65° Festival del film Locarno), s'est déroulé du 1er au 11 août 2012 et a constitué la troisième et dernière édition dirigée par Olivier Père qui a annoncé, le 28 août 2012, quitter le festival pour devenir Directeur général d'Arte France Cinéma.

## Hommages et rétrospective
La rétrospective de l'année fut dédiée à Otto Preminger.

Une nouvelle section, « Histoire(s) du cinéma » proposa une sélection de documentaires sur le cinéma, de restaurations de classiques et une programmation de ﬁlms liée aux hommages et aux invités du festival.

## Jury
- Apichatpong Weerasethakul
- Roger Avary
- Im Sang-soo
- Noémie Lvovsky
- Hans-Ulrich Obrist

## Compétition
- La Dernière Fois que j'ai vu Macao (A Última Vez Que Vi Macau) de João Pedro Rodrigues et João Rui Guerra da Mata (Portugal/France)
- Berberian Sound Studio de Peter Strickland (Royaume-Uni/Allemagne/Australie)
- Compliance de Craig Zobel (États-Unis)
- Der Glanz Des Tages de Tizza Covi et Rainer Frimmel (Autriche)
- Image Problem de Simon Baumann et Andreas Pﬁffner (Suisse)
- Jack and Diane de Bradley Rust Gray (États-Unis)
- La Fille de nulle part de Jean-Claude Brisseau (France)
- Leviathan de Lucien Castaing-Taylor et Verena Paravel (Royaume-Uni/États-Unis/France)
- Los Mejores Temas de Nicolás Pereda (Mexique/Canada/Pays-Bas)
- Mobile Home de François Pirot (Belgique/Luxembourg)
- Museum Hours de Jem Cohen (en) (Autriche/États-Unis)
- Padroni di casa d'Edoardo Gabbriellini (Italie)
- Playback de Sho Miyake (Japon)
- Polvo de Julio Hernández Cordón (Guatemala/Espagne/Chili/Allemagne)
- Somebody up there likes me de Bob Byington (États-Unis)
- Starlet de Sean Baker (États-Unis)
- The End of Time de Peter Mettler (Suisse/Canada)
- Une Estonienne à Paris d'Ilmar Raag (France/Estonie/Belgique)
- Wo Hai You Hua Yao Shuo de Ying Liang (Corée du Sud)

### Récompenses
- Léopard d'honneur : Leos Carax
- Prix Raimondo Rezzonico : Arnon Milchan

- Léopard d'or : La Fille de nulle part de Jean-Claude Brisseau (France)
- Prix spécial du jury : Somebody up there likes me de Bob Byington (États-Unis)
- Prix de la mise en scène : Wo Hai You Hua Yao Shuo de Ying Liang (Corée du Sud)
- Léopard pour la meilleure interprétation féminine : Ann Nai pour Wo Hai You Hua Yao Shuo
- Léopard pour la meilleure interprétation masculine : Walter Saabe pour Der Glanz Des Tages de Tizza Covi et Rainer Frimmel (Autriche)
- Mention spéciale au personnage de Candy dans La Dernière Fois que j'ai vu Macao de João Pedro Rodrigues et João Rui Guerra da Mata (Portugal/France) pour sa puissante présence à travers l’absence, qui résonne pour le Jury comme une représentation de l’immense courage du cinéma portugais dans une période où les échecs des gouvernements et des systèmes sociaux menacent l’art cinématographique partout dans le monde.

### Section «Cinéastes du Présent»

#### Jury
- Mahamat-Saleh Haroun
- Ana Moreira
- Alex Ross Perry
- Luciano Rigolini
- Yuhang Ho

#### Palmarès
- Léopard d'or : Inori de Pedro González-Rubio (Japon)
- Prix du meilleur réalisateur émergent : Joel Potrykus pour Ape (États-Unis)
- Prix spécial du jury : Not in Tel Aviv de Nony Geffen (Israël)
- Mention spéciale : Tectonics de Peter Bo Rappmund (États-Unis)
- Prix du jury Cinema e Gioventù : Boa Sorte, Meu Amor de Daniel Aragao (Brésil)

### Léopards de demain

#### Jury
- Mark Peploe
- Laurent Achard
- Robin Harsch
- Isabelle Mayor
- Kleber Mendonça Filho

#### Compétition internationale
- Pardino d’or : The Mass of Men de Gabriel Gauchet (Royaume-Uni)
- Pardino d’argent : Yaderni wydhody de Myroslav Slaboshpytskiy (Ukraine)
- Mention spéciale : Los retratos d'Iván D. Gaona (Colombie)
- Prix Pianifica : Back of Beyond de Michael Lennox (Royaume-Uni)
- Prix Film et Vidéo Untertitelung : O Que Arde Cura de João Rui Guerra da Mata (Portugal)

#### Compétition nationale
- Pardino d’or du meilleur court métrage suisse : Radio-actif de Nathan Hofstetter
- Pardino d’argent : L’Amour bègue de Jan Czarlewski
- Prix Action Light pour le meilleur espoir suisse : Il vulcano d'Alice Riva

### Prix «Cinema e Gioventù» 2012 – Léopards de demain
- Meilleur court métrage pour la Compétition internationale Léopards de demain : Back of Beyond de Michael Lennox (Royaume-Uni)
- Mention spéciale pour la Compétition internationale Léopards de demain : Serce Do Walki de Tomek Matuszczak (Pologne)
- Meilleur court métrage pour la Compétition suisse Léopards de demain : L’Amour bègue

### Prix du jury des jeunes
- Premier Prix : Starlet de Sean Baker (États-Unis)
- Deuxième Prix : Mobile Home de François Pirot (Belgique/Luxembourg)
- Troisième Prix : Compliance de Craig Zobel (États-Unis)
- Prix « L’environnement, c’est la qualité de la vie » : The End of Time de Peter Mettler (Suisse/Canada)
- Mentions spéciales : Image Problem de Simon Baumann et Andreas Pﬁffner (Suisse) et Berberian Sound Studio de Peter Strickland (Royaume-Uni/Allemagne/Australie)

### Autres prix
- Léopard de la première œuvre : Ji yi wang zhe wo de Song Fang (Chine)
- Mention spéciale dans la catégorie première œuvre : Ape
- Prix du public : Lore de Cate Shortland (Allemagne/Australie/Royaume-Uni)
- Variety Piazza Grande Award : Camille redouble de Noémie Lvovsky (France)
- Prix de la FIPRESCI : Leviathan de Lucien Castaing-Taylor et Verena Paravel (Royaume-Uni/États-Unis/France)
- Prix du Jury Œcuménique : Une Estonienne à Paris d'Ilmar Raag (France/Estonie/Belgique)
- Mention spéciale du jury Œcuménique : Der Glanz Des Tages
- Prix de la Fédération internationale des ciné-clubs : Der Glanz Des Tages
- Mention spéciale de la Fédération internationale des ciné-clubs : Leviathan
- Prix Art et Essai CICAE : Museum Hours de Jem Cohen (en) (Autriche/États-Unis)
- Prix de la Semaine de la critique : Vergiss Mein Nicht de David Sieveking (Allemagne)
- Prix Zonta Club Locarno de la Semaine de la critique au film qui promeut au mieux la justice et l’équité sociale : Dance of Outlaws de Mohamed El Aboudi (Finlande/Norvège)